# صفر-دی بیت دراپ
صفر-دی بیت دراپ (به انگلیسی: 0-D Beat Drop) یک بازی ویدئویی در سبک معمایی از مجموعه بازی‌های قابل دانلود است که در نوامبر سال ۲۰۰۹ توسط شرکت سایکلون زیرو توسعه یافته و به وسیلهٔ شرکت آرک سیستم ورکز به‌صورت اختصاصی برای کنسول ایکس‌باکس ۳۶۰ در سطح جهان منتشر گردید. این بازی از سری بازی‌های آرکید ایکس‌باکس ۳۶۰ است که باید از طریق شبکهٔ ایکس باکس لایو خریداری و دانلود گردد. طراح اصلی این بازی «هیرویوکی ماسونو» است.

## گیم‌پلی

روند بازی صفر-دی بیت دراپ

اصول اولیه و کلی گیم‌پلی این بازی بسیار شبیه بازی معروف تتریس می‌باشد که البته با بسیاری نوآوری‌های جدید آمیخته گردیده. این بازی از سری بازی‌های معمایی گونه‌ای است که بازی‌باز وظیفه دارد با ترکیب مناسب رنگ‌ها، از پرشدن صفحه توسط بلوک‌های رنگی جلوگیری کرده و با استفاده از ترکیب مناسب رنگ و چیدمان درست بلوک تحت فرمان، بلوک‌های باقی‌مانده در صفحه را نابود کند. بازی‌باز توانایی کنترل بر بلوک مورد نظر را دارد و می‌تواند آن را به صورت افقی، عمودی یا به صورت L مانند، حرکت داده، دوران دهد و در نهایت بلوک مورد نظر خود را در جای مناسب قرار دهد. قابلیت و ویژگی مهم این بازی وجود موسیقی پس‌زمینهٔ بازی است که نقش اساسی در گیم‌پلی ایجاد می‌کند و به نوعی حالت ریتمیک به حرکت و افتادن بلوک‌های رنگی می‌دهد. بازی‌باز باید با استفاده از ریتم مناسب موسیقی نسبت به چیدمان بلوک‌ها اقدام کند و با زمان‌بندی مناسب همراه موزیک پس‌زمینه، بازی را به پیش ببرد.

## داستان
صفر-دی بیت دراپ یک بازی معمایی‌گونه است و فاقد داستان خاصی است.

## مشخصات فنی
- گرافیک: این بازی یک پازل ریتمیک است. گرافیک این بازی در رزولوشن تصویری تلویزیون وضوح بالا ۱۰۸۰پی اجرا می‌گردد.
- صدا و موسیقی: همان‌طور که گفته شد موسیقی در این بازی، نقش مهمی در گیم‌پلی دارد. یکی از قابلیت‌های ویژهٔ این بازی، سیستم «بیت-اُ-ماتیک»[۶] است که امکان کپچر نمودن موسیقی‌های شخصی را از روی هارد دیسک کنسول ایکس‌باکس ۳۶۰ فراهم آورده و آن‌ها را پس از آنالیز وارد بازی می‌نماید. قابلیت مهم این سیستم به صورت اعجاب‌آوری باعث میکس نمودن موزیک شخصی با فضا و گیم‌پلی بازی می‌شود و بازی‌باز می‌تواند از موسیقی شخصی خود به صورت ریتمیک و کاملاً منطبق در این بازی استفاده نماید.
- قیمت: این بازی فقط به صورت دانلود از طریق شبکه ایکس‌باکس لایو قابل دستیابی است. بهای این بازی در ایکس‌باکس لایو، ۸۰۰ مایکروسافت پوینت است.